# Thomas Rowlandson
Thomas Rowlandson (ur. w lipcu 1756 w Londynie, zm. 22 kwietnia 1827 tamże) – oświeceniowy malarz i karykaturzysta angielski.

## Życie i twórczość
Był synem wpływowego kupca londyńskiego. Naukę rysunku rozpoczął w Royal Academy of Arts, następnie w wieku szesnastu lat wyjechał do Paryża, by dalszą edukację pobierać w Królewskiej Akademii Malarstwa i Rzeźby. W 1777 roku powrócił do Londynu i stworzył własne atelier na Wardour Street, zajmując się malowaniem portretów.
Oprócz ulegania wpływom angielskiego i francuskiego rokoka fascynował się klasycznym malarstwem, którym zapoznał m.in. we Włoszech, uczestnicząc w obowiązkowej wówczas podróży edukacyjnej (Grand Tour). W trakcie studiów w Londynie zaprzyjaźnił się z Jamesem Gillrayem – później bardzo popularnym i wpływowym karykaturzystą. Jego stylistyka znacząco ukształtowała Rowlandsona, skłaniając go również do głębszego zainteresowania się karykaturą. 
Był artystą mocno zaangażowanym w życie społeczne i polityczne, m.in. utrwalił rozbicie przez kawalerię manifestacji na St. Peter Field w Manchesterze w 1819 roku, nazwane masakrą pod Peterloo. W humorystyczny sposób przedstawiał przywary i słabości ówczesnego społeczeństwa angielskiego, ironizował na temat ludzkich popędów, tworząc bardzo śmiałe przedstawienia, wahające się między erotyką a pornografią, które następnie były masowo rozpowszechniane za pomocą litografii.
Współpracował z wieloma sławnymi artystami angielskimi (m.in. autor Pałacu Westminsterskiego August Pugin poprosił Rowlandsona o uzupełnienie jego rysunków architektonicznych sztafażem).

## Współczesne nawiązania w kulturze masowej
We wkładce do płyty niemieckiej grupy muzycznej Maroon, zatytułowanej When Worlds Collide (2006), tekst utworu "Sword and bullet" został poprzedzony cytatem (z 1816) autorstwa Thomasa Rowlandsona: "Some find their death by sword and bullet, and some by fluids down the gullet" („Niektórzy znajdą śmierć od miecza i kuli, a inni od płynów w przełyku”). Tekst utworu odnosi się do niszczenia zdrowia i powodowania śmierci wskutek korzystania z używek (napoje alkoholowe, palenie papierosów).